# Vladimir Iline (football, 1928)
Pour les articles homonymes, voir Iline.
Vladimir Vassiliévitch Iline (en russe : Владимир Васильевич Ильин), né le 15 janvier 1928 à Kolomna, en Union soviétique, et décédé le 17 juillet 2009 à Moscou, est un joueur de football et entraîneur soviétique.

## Biographie
Vladimir Iline sort diplômé de l'école des entraineurs de l'Institut de la culture physique de Moscou en 1960.
Mort à Moscou il est enterré au cimetière Nikolo-Arkhanguelskoïe.

## Statistiques
| Saison                | Club                  | Championnat           | Championnat | Championnat | Coupe(s) nationale(s) | Coupe(s) nationale(s) | Total | Total |
| Saison                | Club                  | Division              | M.          | B.          | M.                    | B.                    | M.    | B.    |
| 1945                  | Lokomotiv Kharkov     | D2                    | 5           | 2           | 1                     | 0                     | 6     | 2     |
| Sous-total            | Sous-total            | Sous-total            | 5           | 2           | 1                     | 0                     | 6     | 2     |
| 1946                  | Dynamo Moscou         | D1                    | 1           | 0           | -                     | -                     | 1     | 0     |
| 1947                  | Dynamo Moscou         | D1                    | 7           | 1           | -                     | -                     | 7     | 1     |
| 1948                  | Dynamo Moscou         | D1                    | 11          | 6           | 2                     | 2                     | 13    | 8     |
| 1949                  | Dynamo Moscou         | D1                    | 15          | 4           | 5                     | 2                     | 20    | 6     |
| 1950                  | Dynamo Moscou         | D1                    | 22          | 9           | 1                     | 0                     | 23    | 9     |
| 1951                  | Dynamo Moscou         | D1                    | 6           | 0           | 1                     | 0                     | 7     | 0     |
| 1952                  | Dynamo Moscou         | D1                    | 13          | 8           | 2                     | 1                     | 15    | 9     |
| 1953                  | Dynamo Moscou         | D1                    | 19          | 6           | 3                     | 0                     | 22    | 6     |
| 1954                  | Dynamo Moscou         | D1                    | 24          | 11          | 1                     | 1                     | 25    | 12    |
| 1955                  | Dynamo Moscou         | D1                    | 18          | 12          | 3                     | 1                     | 21    | 13    |
| 1956                  | Dynamo Moscou         | D1                    | 19          | 5           | -                     | -                     | 19    | 5     |
| 1957                  | Dynamo Moscou         | D1                    | 3           | 1           | -                     | -                     | 3     | 1     |
| Sous-total            | Sous-total            | Sous-total            | 158         | 63          | 18                    | 7                     | 176   | 70    |
| 1958                  | Dinamo Kirov          | D2                    | 30          | 14          | -                     | -                     | 30    | 14    |
| 1959                  | Dinamo Kirov          | D2                    | 21          | 11          | -                     | -                     | 21    | 11    |
| 1960                  | Dinamo Kirov          | D2                    | 27          | 10          | -                     | -                     | 27    | 10    |
| Sous-total            | Sous-total            | Sous-total            | 78          | 35          | -                     | -                     | 78    | 35    |
| Total sur la carrière | Total sur la carrière | Total sur la carrière | 241         | 100         | 19                    | 7                     | 260   | 107   |

## Palmarès
Dynamo Moscou
- Champion d'Union soviétique en 1949, 1954, 1955 et 1957.
- Meilleur buteur du championnat soviétique en 1954 (11 buts).
- Vainqueur de la Coupe d'Union soviétique en 1953.